# Ernest Ansermet
Pour les articles homonymes, voir Ansermet.
Ernest Ansermet, né le 11 novembre 1883 à Vevey et mort le 20 février 1969 à Genève, est un chef d'orchestre et musicologue suisse.

## Biographie
Ernest Ansermet étudie au gymnase et à l'Université de Lausanne où il obtient une licence ès sciences physiques et mathématiques en 1903. Il est d’abord professeur de mathématiques au collège à Lausanne de 1906 à 1911 ainsi que de 1914 à 1915. Il étudie parallèlement la musique, notamment avec Alexandre Denéréaz pour la composition et Ernest Bloch, et vit à Paris de 1905 à 1906, à Munich et Berlin en 1909. Il s'initie à la direction d'orchestre, et dirige son premier concert à Lausanne en 1911, puis succède à Francisco de Lacerda à la tête de l'Orchestre du Kursaal de Montreux, qu'il dirige entre 1912 et 1914. Ami de Charles Ferdinand Ramuz, il participe en 1914 à la fondation des Cahiers vaudois. Dès 1915, il dirige les concerts d'abonnement à Genève. De 1915 à 1923, Serge de Diaghilev lui confie la direction musicale de spectacles des Ballets russes, ce qui le fait connaître dans le monde entier. Il partira en tournée aux États-Unis, en Italie, en Espagne ainsi qu'en Argentine. Étroitement mêlé dès lors à la musique vivante, il dirige Debussy, Ravel, Stravinsky, Bartók, de Falla, Honegger, etc. Il crée notamment L'Histoire du soldat de Ramuz et Stravinsky (en 1918), Noces, Horace victorieux, Pacific 231, Le Tricorne.
En 1918, année où il renonce à la composition, il fonde à Genève l'Orchestre de la Suisse romande en groupant des musiciens professionnels. Il en sera le chef titulaire jusqu'en 1967 et en assure la survie en 1938 par le « plan A » (soutien de mécènes, des autorités et de la radio).
En 1922, il fonde avec Alban Berg et Anton Webern la Société internationale pour la musique contemporaine en Europe. Malgré cette collaboration avec Berg et Webern, il a très peu d'estime pour leur aîné de la Seconde école de Vienne, Arnold Schönberg. Contre celui-ci, il porte en 1961 une condamnation non seulement esthétique mais éthique : « on ne peut être qu'hostile à ces conduites [c'est-à-dire l'erreur et la persévérance dans l'erreur] lorsqu'elles prétendent s'ériger en normes et lorsqu'elles deviennent effectivement la norme, admise et sanctionnée par une critique aveugle, pour toute une génération de jeunes musiciens qui littéralement ne savent pas ce qu'ils font. Car fonder la musique dans l'erreur ne peut donner que de la fausse musique, la fausse musique ne peut produire que du non-sens, et je hais le non-sens, qui jusqu'ici était exclu de la musique de par ses données mêmes et qui y est apparu par Schönberg. Le non-sens me paraît même la seule chose haïssable en ce monde, et j'y vois une source de mal. Il est vrai qu'il y a du non-sens et du mal dans le monde, mais l'homme a précisément cette ressource de s'en sauver, en appelant mal le mal, et non-sens le non-sens ».
En 1928, il cofonde l'Orchestre symphonique de Paris. Durant les années 1930-1940, il est le correspondant musical de la prestigieuse revue argentine Sur.
Ernest Ansermet fut très proche humainement du chef d'orchestre Wilhelm Furtwängler avec qui il partageait des idées similaires sur la musique.
Artiste engagé, Ernest Ansermet a eu une profonde influence sur la vie culturelle de la Suisse romande. On lui doit de très nombreux enregistrements englobant le répertoire classique et moderne (300 œuvres et 65 compositeurs) et divers écrits de philosophie musicale, dans lesquels il défend la musique tonale.

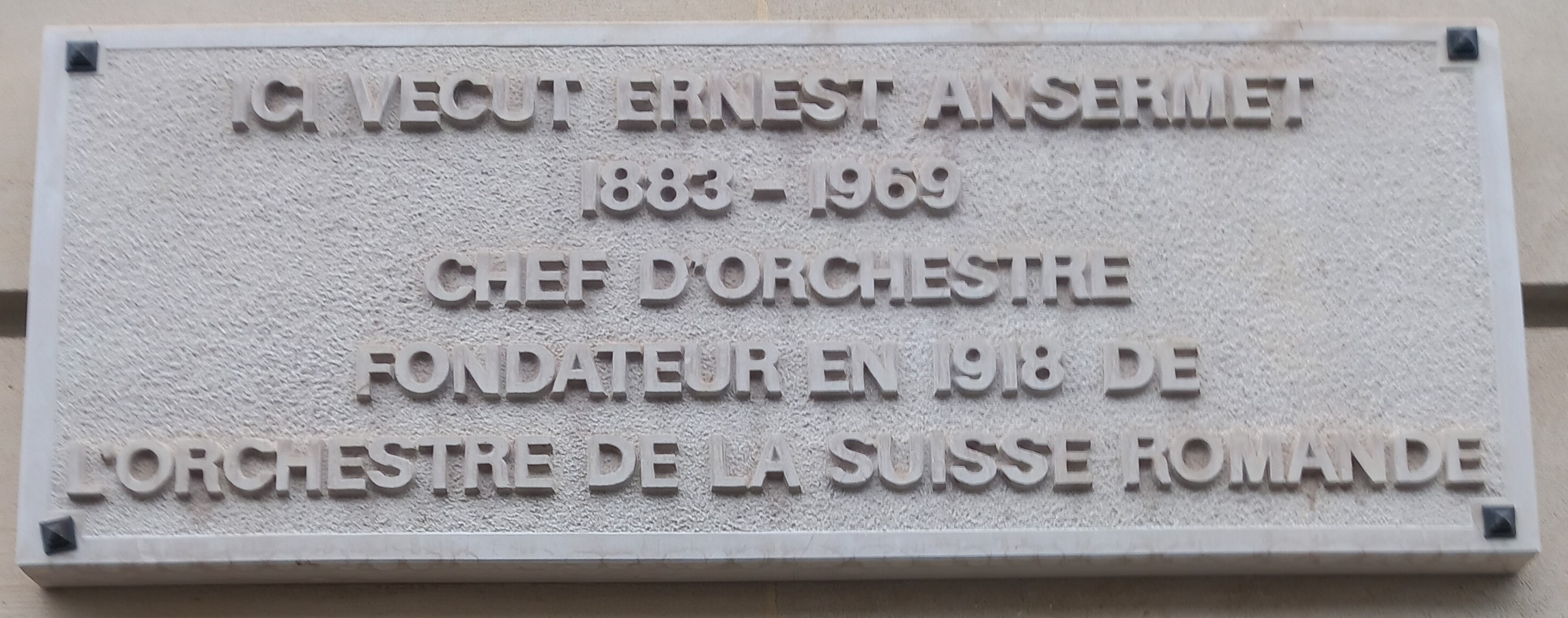
Plaque commémorative a Genève, rue Bellot

En 1953, il reçoit la bourgeoisie d'honneur de Genève.
Il est promu commandeur de la Légion d'honneur en 1955.
Il meurt le 20 février 1969 à Genève, où il est enseveli au Cimetière des Rois. Son épouse Juliette meurt en 1993 à 84 ans.

## Distinctions
- Commandeur de la Légion d'honneur (1955).

## Créations

### En concert
- L'Histoire du soldat d’Igor Stravinsky à Lausanne, le 28 septembre 1918.
- Capriccio pour piano et orchestre de Stravinsky, le 6 décembre 1929 (avec Stravinsky au piano).
- Le Martyre de Saint Sébastien de Debussy, avec Flore Wend (1957).
- Le Mystère de la Nativité de Frank Martin (d’après Arnoul Gréban), Genève, 23 décembre 1959 (la création scénique étant agendée au 15 août 1960 et la Pièce Brève pour flûte, hautbois et harpe, tirée du Mystère, ayant été créée en préalable à Lausanne, le 10 mai 1957 par Edmond Defrancesco, flûtiste, Max Fankhauser, hautboïste, et Amedea Redditi, harpiste).

### Sur scène
- Parade de Satie à Paris le 18 mai 1917 avec les Ballets russes
- Le Tricorne de Manuel de Falla à Paris en 1919 avec les Ballets russes
- Pulcinella de Stravinsky à Paris avec les Ballets russes, le 15 mai 1920
- Chout de Sergueï Prokofiev à Paris avec les Ballets russes, le 17 mai 1921
- Renard de Stravinsky à Paris avec les Ballets russes, le 18 mai 1922
- Les Noces de Stravinsky à Paris avec les Ballets russes, le 13 juin 1923
- Le Viol de Lucrèce de Benjamin Britten à Glyndebourne, le 12 juillet 1946
- La Tempête de Frank Martin sur le livret de Schlegel d'après Shakespeare, opéra en trois actes, Vienne, 17 juin 1956
- Ouverture en hommage à Mozart de Frank Martin, Genève, 10 décembre 1956 (création radiophonique)
- Ouverture en rondeau de Frank Martin, Lucerne (Semaines Internationales de Musique), 13 août 1958
- Psaumes de Genève de Frank Martin (d'après Clément Marot et Théodore de Bèze), Genève, 4 mai 1959
- Monsieur de Pourceaugnac de Frank Martin (d'après Molière), Genève, 23 avril 1963
- Inter Arma Caritas de Frank Martin, Genève, 1er septembre 1983
- Les Quatre Éléments de Frank Martin (pour la célébration des quatre-vingt ans d'Ernest Ansermet), Lausanne, 5 octobre 1964

## Écrits

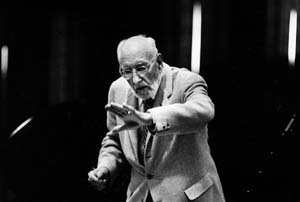
Ernest Ansermet en 1965.

- Les Fondements de la musique dans la conscience humaine, 1961
- Entretiens sur la musique, avec J.-C. Piguet, 1963
- Écrits sur la musique, J.-C. Piguet éd., 1971
- Correspondance Ernest Ansermet - R.-Aloys Mooser : 1915-1969 ; précédée d'un Voyage à Munich (1924) ; et suivie d'un Hommage à Ernest Ansermet par R.-Aloys Mooser (1969) / [éd. par] Claude Tappolet ; préf. de René Dovaz, Genève : Georg, 1983
- Correspondances avec des chefs d'orchestre célèbres (1913-1969) : de Furtwängler à Toscanini : les grandes légendes du siècle] / [éd.:] Claude Tappolet ; précédées d'un Souvenir d'Arturo Toscanini par Ernest Ansermet, Genève : Georg, 1999
- Correspondance Ernest Ansermet - Frank Martin : 1934–1968 ; publiée par J.-Claude Piguet - Notes de Jacques Burdet: La Baconnière (coll. Langages), Neuchâtel, 1976
- Vies croisées de Victoria Ocampo et Ernest Ansermet : correspondance 1924-1969, Paris, Buchet/Chastel, 2005[6]

## Discographie sélective
- Ernest Ansermet : Emmanuel Chabrier, Claude Debussy, Manuel de Falla, Georg Friedrich Haendel, Joseph Haydn, etc. (1928–1951, coffret de dix CD « Maestro Avanzato » Membran)
- Ernest Ansermet, The Stereo Years : Alexandre Borodine, Manuel de Falla, Maurice Ravel, Igor Stravinsky, Piotr Tchaïkovski … (Coffret de 88 CD, Decca, 2022)

### Article
- François Hudry, « Ernest Ansermet, le grand souffle de la musique », Classica,‎ février 2019, p. 70–73 (ISSN 1287-4329)